# Nowa Tłokinia
Nowa Tłokinia est une localité polonaise de la gmina d'Opatówek, située dans le powiat de Kalisz en voïvodie de Grande-Pologne.